# Francisco I. Madero (Nayarit)
Francisco I. Madero, Nayarit es un poblado localizado a 14 km de la ciudad de Tepic, su actividad principal es el cultivo de caña de azúcar y participa en el proceso de producción de azúcar, siendo el ingenio de puga  la empresa establecida desde el siglo XIX.
En esta región las estructuras  geológicas más sobresalientes son aparatos Volcánicos de grandes coladas de lava, fallas y fracturas regionales que producen dislocamientos de rocas grandes, conformando fosas tectónicas que controlan el cauce de los ríos; las rocas ígneas son las que cubren en el área más extensa.
Las colindaciones de Fco I. Madero son: al sur, ejido Heriberto Casas de la Ciudad de Tepic, Mo0ra y Colonia Seis de Enero; por el norte, el ejido de Atonalisco y Calera de Cofrados; al poniente del ejido de Samn Andrés ( Tepehuacán), y a norestee, las de Santiago de Pochotitán y San Fernando ( Ejido de San Nicolás).
Al norte Francisco I Madero se localizan poblados de Atonalisco, Santa Rosa, Salvador Allende, San Rafael, Roseta, Las blancas, Jesús María Corte; al oriente  se encuentra San Luis de Lozada..

## Suelos
En esta región, por la gran variedad de climas y de sustratos geológicos se presentan varios tipos de suelos, pero en mayor cantidad el chemozem (suelos negros), oxisoles o laterillos (amarillos y rojos) en las montañas vecinas de mayor pendiente, así como aluviales y chesnut o suelos castaños en los declives semiáridos de sotavento de la Sierra Madre Occidental.

## Clima
El clima es Húmedo templado, con lluvias en verano. Su temperatura media 
anual  es de 20 a 25 grados centígrados y su precipitación pluvial es de
1,000 mm.

## Vegetación
Un espeso monte conformaba las fértiles tierras de Nayarit. Bosques y pastos fueron afectados con el reparto agrario, las obras de irrigación y los caminos. Dentro del ejido de Francisco I. Madero, en la zona central y las estribaciones de la sierra de álica ( Sierra Madre Occidental )y específicamente en el lugar conocido como arrayanes, encinos y cuates ( palo dulce ); en la barranca ( por la región del Uncidero) aún existen árboles de cedro, encino y cuate, así como de bosque mixto.
Maderables. Roble, cedro rojo, cedro blanco (sabinos), palo dulce (cuate), brasil, palo María, amapa, viriguate, palo fierro, pitorreal, mataperros, algodoncillo, tisusan, chacalcahue, cilacate, camichín, pingüico, crucerillo, gramadillo, cebo de vieja, tacaguananchi, haba, cuastecomate, pochote, higuera, guásima, tepame, camichín, sangre de grado,  papelillo, junco, bursa gacho, rosa amarilla, jicarillo, majagüilla, cuata, bola negra, zalate, copal, papelillo blanco y otros.

## Hidrología
En las cercanías de Fco I. Madero existen algunos arroyos que forman importantes saltos de agua, como los de mogotes,  Santa Rosa, Carpintero, Cabrito y la Taza del volantín en Atonalisco. También hay numerosos acuíferos  y tres nacimientos de importancia, uno de ellos  de agua termal  (azufrada), que alimentan la zona oriente del pueblo. Otros más se ubican  en los alrededores de las lomas y cerca se encuentran dos lagunas: las de Mora y las de Pochotitán o de los Chiles.
En relación a los mantos acuíferos, cabe señalar que han disminuido considerablemente en los últimos 40 años. Lo anterior se manifiesta por las ruinas de algunas acequias destinadas a la irrigación, entre éstas las de los predios de las Anonas, Los Horcones, Potreritos y Canoas; generalmente se encuentran secos los arroyos, el Agualamo y la Pila del Padre. Con la toma del nacimiento  de agua termal desapareció el arroyo Agua caliente en el pueblo de Fco I. Madero, el cual estuvo provisto de lavaderos y una pila utilizada como baño público durante todo el año.
La mayor parte del pueblo se abastece del ojo de agua El Salado, mediante una red construída en enero 1966 por gestiones del profesor Rafael Mauro Castellanos Rodríguez. Anteriormente la población se abastecía de los ojos de agua denominados Las tinajas, El Guayparín, Los Chorros, La cantarilla, El Gacho y otros, todos dentro del actual pueblo de Fco I. Madero; éste era cruzado por dos importantes acequias.
En la actualidad, el ingenio de Puga se abastece del ojo de agua llamado el Hijito ( o cordoncillo), ubicado entre las poblaciones de colonias seis de Enero y presa de Mora, utilizando la caída de 105 metros  del cerro de la Cruz, agua elevada mediante un acueducto realizado en 1899.